# Emmanuel Dennis
Emmanuel Bonaventure Dennis (* 15. listopadu 1997 Abuja) je nigerijský profesionální fotbalista, který hraje na pozici útočníka či křídelníka za anglický klub Watford FC, kde je na hostování z Nottinghamu Forest, a za nigerijský národní tým.

## Klubová kariéra
Dennis začal svou kariéru ve svém rodném městě, v Abuje, v místní akademii.

### Zorja Luhansk
V březnu 2016 Dennis podepsal smlouvu s ukrajinským klubem Zorja Luhansk. Debutoval v zápase proti Olimpiku Doněck dne 24. července 2016, kde otevřel skóre při vítězství 3:0.
Dennis 3. listopadu debutoval v evropských pohárech, když nastoupil do zápasu základní skupiny Evropské ligy UEFA proti nizozemskému Feyenoordu, který skončil remízou 1:1. Poté, co svým výkonem proti Feyenoordu zapůsobil na trenéra Jurіje Verniduba, hrál také v dalších zápasech skupiny proti tureckému Fenerbahçe a anglickému Manchesteru United. Zorja v obou zápasech prohrála 2:0 a byla vyřazena ze skupiny, když skončila na posledním místě.
Dne 11. prosince vstřelil Dennis svůj druhý gól v dresu Zorje, a to při výhře 2:0 nad Stal Kamjanske. Jeho výkony přitahovaly zájem Manchesteru City, který o něj usiloval v zimním přestupovém období. Dennis však zůstal na Ukrajině po zbytek sezony a svými šesti góly ve 22 ligových zápasech pomohl klubu k třetímu místu v lize.

### Club Brugge
Dne 30. května 2017 přestoupil Dennis do belgického klubu Club Brugge za poplatek ve výši asi 1,2 milionu euro. V klubu podepsal čtyřletou smlouvu. Dennis zahájil sezónu velmi dobře, když v prvních šesti zápasech vstřelil pět gólů, z toho jeden při svém debutu 26. července 2017 do sítě Istanbulu Başakşehir v zápase třetího předkola Ligy mistrů (remíza 3:3) a o tři dny se dvakrát prosadil ve svém prvním ligovém zápase v klubu, a to při vítězství 4:0 nad Lokerenem. V sezóně 2017/18 odehrál v dresu Brugg 38 zápasů, ve kterých se dvanáctkrát střelecky prosadil. Pomohl tím klubu k zisku ligového titulu.
Svoji první branku v sezóně 2018/19 vstřelil do sítě Anderlechtu při výhře 2:1. V zápase základní skupiny Ligy mistrů debutoval 18. září 2018, když odehrál posledních 14 minut utkání proti německé Borussii Dortmund.
V zápase 4. předkola Ligy mistrů 2019/20 proti LASKu Linz dal gól na konečných 2:1 a zajistil tím klubu postup do základní skupiny soutěže. Dne 1. října 2019 Dennis dvakrát skóroval při remíze 2:2 na stadionu Santiaga Bernabéua proti Realu Madrid ve skupinové fázi stejné soutěže. Bruggy skončily v náročné skupině s Realem Madrid, francouzským Paris Saint-Germain a tureckým Galatasarayem na třetí příčce a zajistily si tím účast v jarní části Evropské ligy. Zde narazily na Manchester United; Dennis v prvním zápase skóroval při remíze 1:1. Na odvetný zápas však do Anglie neodcestoval kvůli zranění kotníku; Bruggy zápas prohrály vysoko 0:5 a byly ze soutěže vyřazeny. Dennis ve 20 ligových zápasech pětkrát skóroval, čímž pomohl klubu k zisku dalšího ligového titulu.
V listopadu 2020 neodcestoval Dennis na zápas základní skupiny Ligy mistrů proti Borussii Dortmund. Podle médií mělo být důvodem to, že si v autobusu nemohl vzhledem ke koronavirovým opatřením a nutnosti dodržovat odstupy sednout na své oblíbené místo. Po hádce vyběhl tehdejší spoluhráč českého reprezentanta Michaela Krmenčíka z autobusu a do Německa vůbec neodcestoval. V podzimní části sezóny 2020/21 nastoupil Dennis do pouhých 9 ligových utkání, ve kterých se střelecky neprosadil a hráč toužící po změně požádal klub o hostování.

#### 1. FC Köln (hostování)
Dne 25. ledna 2021 odešel Dennis na půlroční hostování do konce sezóny do německého klubu 1. FC Köln, jehož čekal boj o setrvání v Bundeslize. Součástí dohody nebyla opce na trvalý přestup. V klubu debutoval 31. ledna, když se objevil v základní sestavě v utkání proti Bielefeldu. Svou první, a zároveň jedinou, branku v dresu Die Geißböcke vstřelil o tři dny později do sítě druholigového Jahnu Regensburg v osmifinále DFB-Pokalu, který tým z Kolínu nad Rýnem prohrál po penaltovém rozstřelu.
Během svého působení v Německu odehrál devět ligových utkání, ve kterých se střelecky neprosadil.

### Watford
Dne 21. června 2021, ihned po návratu do Brugg z hostování, přestoupil Dennis do anglického Watfordu za částku okolo 4 miliony euro. O dva dny později podepsal pětiletou smlouvu. 14. srpna 2021 skóroval Dennis při svém debutu ve klubu v prvním ligovém kole sezóny proti Aston Ville, které Watford vyhrál 3:2. V zápase ještě přidal asistenci na branku Ismaïly Sarra. Svoji druhou branku vstřelil 18. září, a to do sítě Norwiche při výhře 3:1.

### Nottingham Forest
V roce 2022 nedokázal Dennis svými výkony udržet Watford v Premier League, ale jeho 10gólový příspěvek nebyl zanedbatelný. V létě 2022 si jej vyhlédl nováček v anglické nejvyšší soutěži, a to Nottingham Forest. Podle nepotvrzených informací měl stát až 20 milionů liber.

## Reprezentační kariéra
Dennis reprezentoval Nigérii na úrovni do 23 let před svým prvním povoláním do seniorské reprezentace. V té debutoval 10. září 2019 v přátelském zápase proti Ukrajině, když v 82. minutě vystřídal Samuela Chukwuezeho.

## Statistiky

### Klubové
K 18. září 2021
| Klub               | Sezóna  | Liga               | Liga   | Liga | Národní pohár | Národní pohár | Ligový pohár | Ligový pohár | Evropské poháry | Evropské poháry | Celkem | Celkem |
| Klub               | Sezóna  | Liga               | Zápasy | Góly | Zápasy        | Góly          | Zápasy       | Góly         | Zápasy          | Góly            | Zápasy | Góly   |
| ------------------ | ------- | ------------------ | ------ | ---- | ------------- | ------------- | ------------ | ------------ | --------------- | --------------- | ------ | ------ |
| Zorja Luhansk      | 2016/17 | Premjer-liha       | 22     | 6    | 1             | 0             | —            | —            | 3               | 0               | 26     | 6      |
| Club Brugge        | 2017/18 | Jupiler Pro League | 30     | 7    | 4             | 4             | —            | —            | 4               | 1               | 38     | 12     |
| Club Brugge        | 2018/19 | Jupiler Pro League | 26     | 7    | 1             | 0             | —            | —            | 5               | 0               | 32     | 7      |
| Club Brugge        | 2019/20 | Jupiler Pro League | 20     | 5    | 2             | 0             | —            | —            | 11              | 4               | 32     | 9      |
| Club Brugge        | 2020/21 | Jupiler Pro League | 9      | 0    | 0             | 0             | —            | —            | 4               | 1               | 13     | 1      |
| Club Brugge        | Celkem  | Celkem             | 85     | 19   | 7             | 4             | —            | —            | 24              | 6               | 116    | 29     |
| 1. FC Köln (host.) | 2020/21 | Bundesliga         | 9      | 0    | 1             | 1             | —            | —            | —               | —               | 10     | 1      |
| Watford            | 2021/22 | Premier League     | 5      | 2    | 0             | 0             | 1            | 0            | —               | —               | 6      | 2      |
| Celkem             | Celkem  | Celkem             | 121    | 27   | 9             | 5             | 1            | 0            | 27              | 6               | 158    | 37     |

### Reprezentační
K 17. listopadu 2020
| Nigérie | Nigérie | Nigérie |
| Rok     | Zápasy  | Góly    |
| ------- | ------- | ------- |
| 2019    | 2       | 0       |
| 2020    | 1       | 0       |
| Celkem  | 3       | 0       |

## Ocenění

### Klubové

#### Club Brugge
- Jupiler Pro League: 2017/18,[35] 2019/20[36], 2020/21